# Лоріс-Стейшен (Пенсільванія)
Лоріс-Стейшен (англ. Laurys Station) — переписна місцевість (CDP) в США, в окрузі Лігай штату Пенсільванія. Населення — 1170 осіб (2020).

## Географія
Лоріс-Стейшен розташований за координатами 40°43′25″ пн. ш. 75°32′35″ зх. д. / 40.72361° пн. ш. 75.54306° зх. д. (40.723506, -75.543081).  За даними Бюро перепису населення США в 2010 році переписна місцевість мала площу 4,56 км², з яких 4,21 км² — суходіл та 0,35 км² — водойми.

## Демографія
Згідно з переписом 2010 року, у переписній місцевості мешкали 1243 особи в 455 домогосподарствах у складі 346 родин. Густота населення становила 273 особи/км².  Було 476 помешкань (104/км²).
Расовий склад населення:
| - 95,3 % — білих - 1,4 % — чорних або афроамериканців - 1,3 % — азіатів - 0,2 % — корінних американців |

До двох чи більше рас належало 1,0 %. Частка іспаномовних становила 4,3 % від усіх жителів.
За віковим діапазоном населення розподілялося таким чином: 25,3 % — особи молодші 18 років, 65,4 % — особи у віці 18—64 років, 9,3 % — особи у віці 65 років та старші. Медіана віку мешканця становила 42,9 року. На 100 осіб жіночої статі у переписній місцевості припадало 96,1 чоловіків;  на 100 жінок у віці від 18 років та старших — 93,9 чоловіків також старших 18 років.
Середній дохід на одне домашнє господарство  становив 101 253 долари США (медіана — 88 661), а середній дохід на одну сім'ю — 113 102 долари (медіана — 97 969). За межею бідності перебувало 2,6 % осіб, у тому числі 0,0 % дітей у віці до 18 років та 0,0 % осіб у віці 65 років та старших.
Цивільне працевлаштоване населення становило 649 осіб. Основні галузі зайнятості: освіта, охорона здоров'я та соціальна допомога — 33,4 %, виробництво — 16,3 %, роздрібна торгівля — 12,9 %, науковці, спеціалісти, менеджери — 10,9 %.